# Хутор Архангельский
Хутор Архангельский — деревня в Угранском районе Смоленской области России. Входит в состав Захарьевского сельского поселения.
Население — 0 жителей (2007).
Расположена в юго-восточной части области в 30 км к юго-западу от Угры, в 16 км западнее автодороги Знаменка — Спас-Деменск, на берегу реки Угра. В 32 км восточнее от деревни находится железнодорожная станция Вертехово на линии Торжок — Брянск.

## История
В годы Великой Отечественной войны деревня была оккупирована гитлеровскими войсками в октябре 1941 года, освобождена в марте 1943 года.